# 莫塔福洛内
莫塔福洛内（義大利語：Mottafollone），是意大利科森扎省的一个市镇。总面积30平方公里，人口1319人，人口密度44.0人/平方公里（2009年）。ISTAT代码为078085。